# Jardín secreto (serie de televisión)
Jardín secreto (en hangul, 시크릿 가든; romanización revisada, Sikeurit gadeun), también conocido como Secret Garden, es una serie de televisión surcoreana de fantasía transmitida en su país de origen por SBS desde el 13 de noviembre de 2010 hasta el 16 de enero de 2011, centrándose en el romance entre un traumático CEO de una cadena de almacenes y una esforzada joven doble de acción, donde nada transcurre normalmente y por desgracia cambian de cuerpos, en una historia protagonizada por Ha Ji-won y Hyun Bin.
Obtuvo gran éxito y altos índices de audiencia, lo que motivo a ganar diferentes reconocimientos en los SBS Drama Awards de 2010 y 47th Paeksang Arts Awards, además la banda sonora alcanzó las primeras posiciones de diferentes listas musicales de diferentes países con ventas que superaron los ₩ 200 millones y se lanzó una aplicación móvil basada en la serie, que obtuvo sesenta mil descargas, todo esto cuando aun la serie estaba al aire.

## Sinopsis

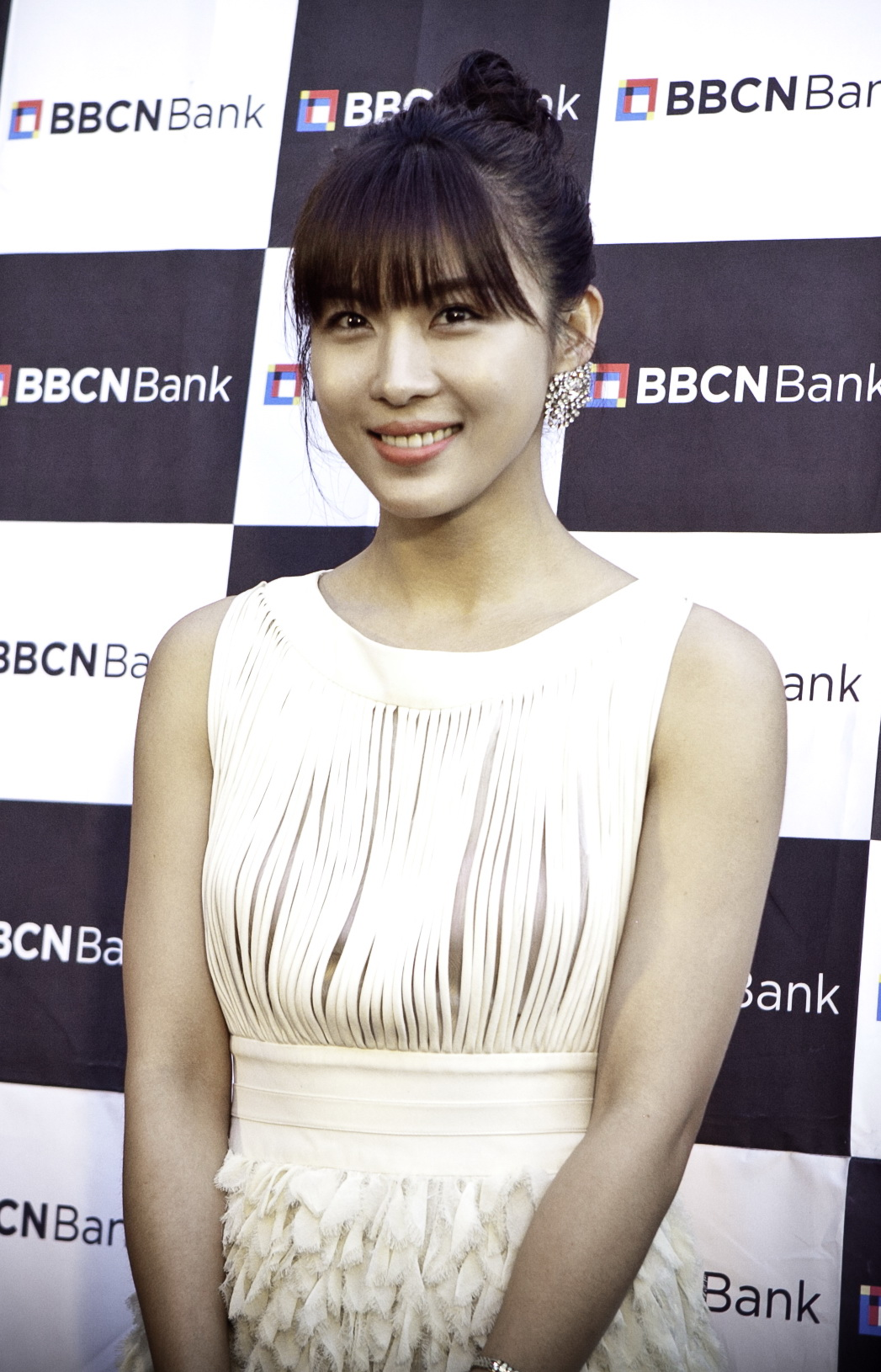
Ha Ji-won es Gil Ra-im

Gil Ra-im, es una doble de cine y especialista en escenas de acción de origen pobre y humilde, cuya belleza y cuerpo son objeto de envidia entre las actrices principales; y Kim Joo-won (Hyun Bin), es un arrogante y excéntrico director de un centro comercial que mantiene una imagen de perfección aparente. Su encuentro accidental cuando Joo-won confunde inicialmente a Ra-im con la actriz Park Chae-rin, a quien esta asiste en sus escenas y que el muchacho debe sobornar para encubrir un escándalo de su primo. Tras aclarar el malentendido comienza una tensa y conflictiva línea de situaciones, a través de la cual Joo-won trata de esconder una creciente atracción hacia Ra-im que tanto lo confunde y lo molesta. Por ello usa su posición, dinero y carácter descarado para provocar encuentros y situaciones que lo mantengan cerca de la joven.

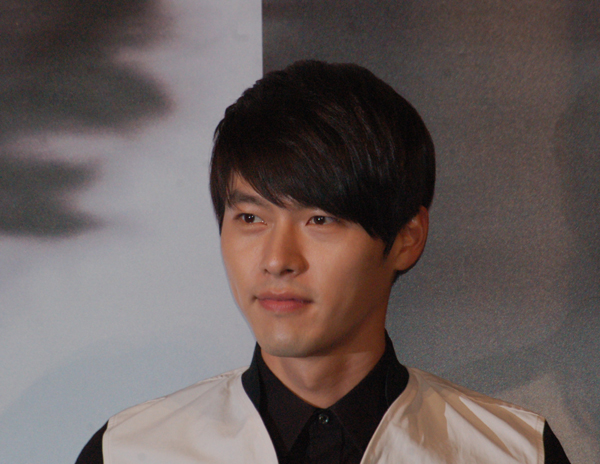
El actor Hyun Bin que interpreta a Kim Joo-won en la serie.

Sin embargo en una de estas situaciones, un viaje los lleva a perderse en el bosque de una isla, allí encuentran un restaurante de ruta donde conocen a un misterioso individuo que puede cambiar de aspecto y que les regala un par de botellas de licor floral; esa noche, tras beberlo en sus respectivas habitaciones, intercambian cuerpos y se ven afectados por esto cada vez que llueve. Esto, más allá del problema en sí que significa, los enfrenta a la situación de fingir ser el otro y tratar de desenvolverse convincentemente frente a gente como el cantante Oska, primo y rival eterno de Joo-won pero ídolo de Ra Im; la materialista madre de Joo-won que desprecia a todo aquel que no sea poderoso (por eso odia a Ra-im); por otra parte Yoon Seul que busca casarse por dinero con Joo-won y odia a la joven doble o el director de dobles Im Jong-soo que ama secretamente a Ra-im y odia a Joo-won.

## Reparto

### Personajes principales
- Ha Ji-won como Kil Ra-im, una joven de 29 años que trabaja como doble de acción. De origen humilde y pobre, por su trabajo posee una gran agilidad, fuerza y experiencia en las artes marciales y una fanática de Oska ya que segura que sus canciones la han consolado en tiempos duros. Su padre fue un bombero y falleció cuando ella tenía 17 años rescatando una persona de un ascensor en llamas, debiendo velar por sí misma a partir de ese momento. Por naturaleza su carácter es fuerte, pero su deseo de llevar a cabo sus labores o no generar problemas para los que quiere la llevan muchas veces a comportarse como si fuera inferior al resto y es normal que se disculpe excesivamente con gente que cree superior a ella. Cuando Joo-won se presenta en el set de filmación buscando a la actriz principal, de quien era su doble, accidentalmente se la lleva a ella y desde ese momento se ganaría la atención del excéntrico magnate. Tras sufrir el cambio de cuerpos muy a su pesar debe lidiar con Joo-won y su familia e imitar sus extrañas costumbres; a medida que pasa el tiempo poco a poco descubre en el duro y superficial carácter del joven valores y buenos sentimientos que despiertan en ella sentimientos que su orgullo no le permiten admitir.

- Hyun Bin como Kim Joo-won, un joven de 33 años que tiene a cargo el centro comercial más destacado de la ciudad, este edificio así como muchas tras propiedades pertenece a la corporación de su abuelo y que ha sido cedida a su madre; sin embargo es gracias a la administración de Joo-won que este negocio ha florecido y ha ganado su reconocimiento. Posee una enfermedad crónica que le genera malestares cardíacos cuando esta en espacios pequeños, especialmente ascensores, esto está relacionado con un accidente que sufrió en su juventud, pero él ha bloqueado este hecho de su memoria y su familia no desea revelar esto, por ello solo puede trabajar tres días a la semana ya que llegar a su oficina o conducir por túneles lo deja en muy malas condiciones; su orgullo lo lleva a mantener en secreto su condición y esto ha terminado dándole fama de holgazán entre sus trabajadores. Su madre insiste en casarlo con alguien de familia influyente para aumentar el patrimonio de su apellido, pero él ignora a las pretendientes que le consigue ya que no desea un matrimonio por interés. Cuando su primo le pidió ayuda ya que una actriz lo extorsionaba decidió reunirse con ella pero por error se llevó a su doble; la joven Kil Ra-im lo sorprendió ya que jamás había conocido a una mujer como ella, por lo que decidió usar cualquier pretexto para seguir viéndola, lo que le condujo a inscribirse en la academia de dobles y a muchas discusiones con ella. Tras cambiar de cuerpos debe vivir su vida lo cual fue un desafío para alguien acostumbrado a los lujos y comodidades excesivas.

- Yoon Sang-hyun como Choi Woo-young (Oska), una estrella Hallyu con una larga trayectoria y un historial de escándalos y excesos mucho más largo. Sostiene una eterna pelea con su primo Joo-won donde ambos compiten intentando opacar al otro, aunque según reconoce después esto lo hace ya que desde el accidente su primo nunca fue igual, por lo que a través de estas peleas consiguió volver a hacerlo mostrar emociones a pesar de que esto significó destruir la estrecha amistad que tenían desde niños, sacrificio de que no se arrepiente ya que logró ayudar a quien ve más bien como un hermano. A pesar de tener fama de mujeriego hace cinco años estaba dispuesto a casarse con Yoon Seul, la mujer de su vida, pero mientras le pedía matrimonio esta se burló de él revelando que solo jugaba y lo abandonó. Actualmente por culpa de su actitud infantil y narcisista su carrera va en picada ya que a pesar de que sus fanes son leales no existen disqueras o productoras que deseen apoyar la salida de su séptimo álbum o sus vídeos. Para su desgracia el único director que acepta grabar su vídeo musical es Seul, lo que le pone en aprietos y lo hace revivir momentos dolorosos. Encuentra en Kil Ra-im más que una admiradora, convirtiéndose ambos en buenos amigos y confidentes de sus problemas, lo que ocasiona celos en Joo-won y Seul.

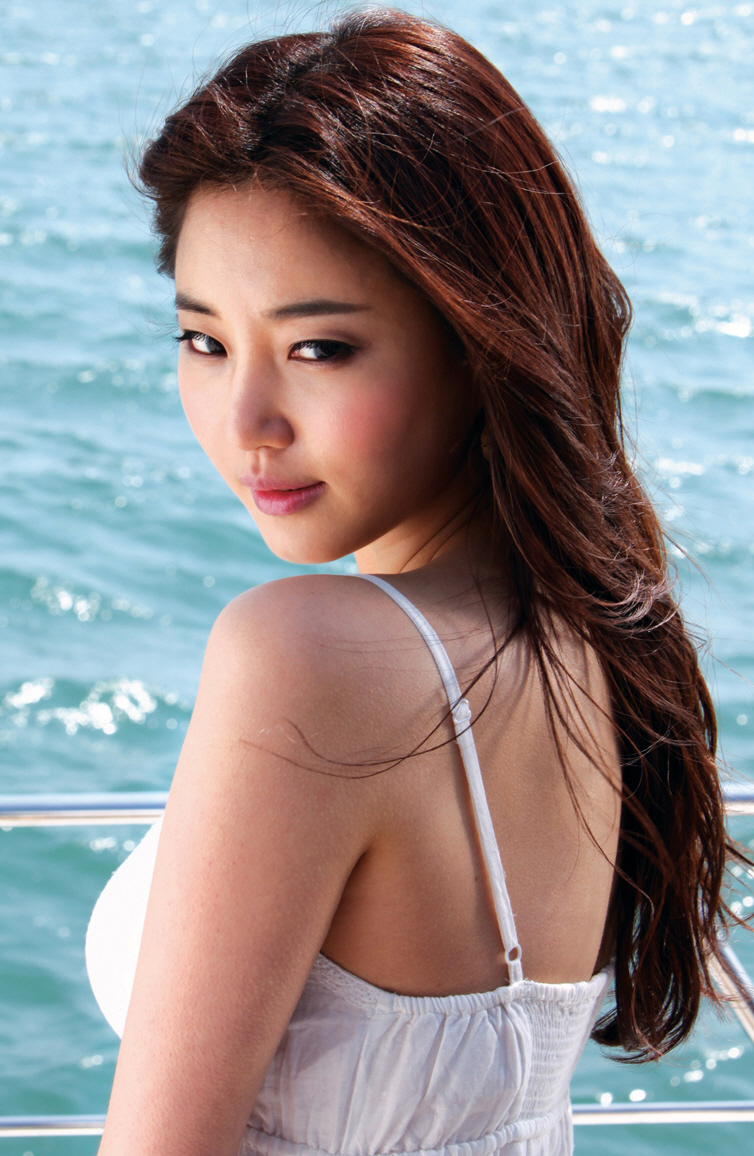
Kim Sa-rang es Yoon Seul

- Kim Sa-rang como Yoon Seul, una joven directora de familia acomodada a quien la madre de Joo-won le concerta una cita matrimonial con su hijo y a quien este rechaza de inmediato, aun así Seul insiste en acercarse a él argumentando que tomando en cuenta los beneficios que un matrimonio traería a ambos, el amor es algo irrelevante. Años atrás era una muchacha de carácter más sencillo y humilde que estaba enamorada de Oska, con quien tenía planes de compartir el resto de su vida, sin embargo cuando oyó a escondidas a este hablar mal de ella para quedar bien con un amigo, acabó con el corazón roto y cuando posteriormente el artista le pidió matrimonio fingió que solo había jugado con él y lo abandonó. Actualmente es la única directora que acepta filmar su nuevo vídeo musical, aunque esto es solo una forma de continuar torturándolo. Al mismo tiempo inicia una rivalidad con Kil Ra-im ya que la ve como un obstáculo a sus planes de matrimonio. Sin embargo poco a poco los sentimientos entre la doble y Joo-won conmueven su corazón, por lo que durante Navidad los ayuda a concretar su relación. Tras esto inicia un nuevo acercamiento con, Oska quien ha sido siempre su verdadero amor, aunque el fuerte carácter de ambos genera fricciones y malentendidos en varias ocasiones.

### Personajes secundarios
Loel Group
- Park Joon-geum como Moon Boon-hong.[7]
- Lee Byung-joon como Park Bong-ho.
- Kim Ji-sook como Moon Yeon-hong.
- Kim Sung-kyum como Moon Chang-soo.
- Sung Byung-sook como Park Bong-hee.
- Choi Yoon-so como Kim Hee-won.

Cercanos a Ra-im
- Lee Philip como Im Jong-soo.
- Yoo In-na como Im Ah-young.
- Jang Seo-won como Hwang Jung-hwan.
- Jung In-gi como Kil Ik-sun.
- Kim Mi-kyung como dueña del restaurante en la montaña.

Cercanos a Joo Won
- Kim Sung-oh como Secretario Kim Sung-oh.
- Yoo Seo-jin como Park Ji-hyun.

Cercanos a Oska
- Lee Jong-suk como Han Tae-sun (Sol).
- Yoo Ki-won como Choi Dong-kyoo.
- Kim Geon como Yoo Jong-heon.

### Otros personajes
- Choi Dae-sung como Jefa a cargo de la tienda.
- Nam Hyun-joo como Secretaria.
- Lee Chang-yoon como Secretaria.
- Bae Seung-hee como Park Chae-rin.
- Kim Sa-hee como amigo de Seul.
- Min Jae-shik como doble de acción.
- Jang Ma-cheol como doble de acción.
- Choi Young-shin como director del vídeo musical.
- Kim Dong-kyun como director del drama.
- Park Si-joon como hombre del pronóstico del tiempo.
- Lee Seul-goo como matón.
- Park Jong-seol como ganador del evento.
- Seo Bo-ik como paramédico.
- Min Byung-ae como tía invitada del sauna.
- Hwang Seok-jung como dueña del sauna.
- Min Joon-hyun como un fumador.
- Song Ji-hyun como Yoo Kyung-ran.
- Lee Jung-sung como representante de la escuela de acción.
- Huh Tae-hee como un amigo de Joo-won.
- Choi Yoon-jung como compositor.
- Min Ah-ryung como periodista que entrevista a Oska.
- Song Jae-rim como artista plagiado por Oska.
- Han Ye-won como Cherry de Ticket to the Moon.
- Kevin Weir como el supervisor Ryan Jackson.
- Kim Ye-won como heroína del vídeo de Oska.
- Yoo Il-han como doble de acción.
- Baek Doo-hyun como doble de acción.
- Lee Tae-yeon como doble de acción.

Apariciones especiales
- Beige.
- Lee Joon-hyuk.
- Jo Jae-yoon como un fotógrafo (ep. 3)
- Yeom Dong-heon.
- Song Yoon-ah
- Baek Ji-young
- Son Ye-jin

## Recepción

### Audiencia
En azul la audiencia más baja y en rojo la más alta, correspondientes a las empresas medidoras TNms y AGB Nielsen.
| Ep. #    | Fecha de estreno        | Share    | Share | Share       | Share       |
| Ep. #    | Fecha de estreno        | TNmS     | TNmS  | AGB Nielsen | AGB Nielsen |
| Ep. #    | Fecha de estreno        | Nacional | Seúl  | Nacional    | Seúl        |
| -------- | ----------------------- | -------- | ----- | ----------- | ----------- |
| 1        | 13 de noviembre de 2010 | 16.1%    | 16.5% | 17.2%       | 18.3%       |
| 2        | 14 de noviembre de 2010 | 15.0%    | 15.6% | 14.8%       | 16.0%       |
| 3        | 20 de noviembre de 2010 | 17.9%    | 18.9% | 18.2%       | 19.8%       |
| 4        | 21 de noviembre de 2010 | 20.0%    | 20.8% | 21.5%       | 24.1%       |
| 5        | 27 de noviembre de 2010 | 25.4%    | 26.3% | 23.6%       | 25.5%       |
| 6        | 28 de noviembre de 2010 | 25.2%    | 25.6% | 20.9%       | 22.9%       |
| 7        | 4 de diciembre de 2010  | 24.2%    | 24.7% | 22.2%       | 24.1%       |
| 8        | 5 de diciembre de 2010  | 24.6%    | 24.8% | 22.3%       | 24.3%       |
| 9        | 11 de diciembre de 2010 | 27.0%    | 27.8% | 24.7%       | 27.0%       |
| 10       | 12 de diciembre de 2010 | 28.0%    | 28.7% | 25.1%       | 27.5%       |
| 11       | 18 de diciembre de 2010 | 27.0%    | 28.2% | 23.7%       | 25.3%       |
| 12       | 19 de diciembre de 2010 | 28.2%    | 29.2% | 24.7%       | 27.3%       |
| 13       | 25 de diciembre de 2010 | 24.4%    | 25.0% | 22.1%       | 23.3%       |
| 14       | 26 de diciembre de 2010 | 26.5%    | 27.1% | 24.1%       | 26.1%       |
| 15       | 1 de enero de 2011      | 23.0%    | 29.3% | 26.6%       | 29.5%       |
| 16       | 2 de enero de 2011      | 23.9%    | 29.9% | 26.9%       | 29.9%       |
| 17       | 8 de enero de 2011      | 23.8%    | 30.0% | 28.1%       | 30.5%       |
| 18       | 9 de enero de 2011      | 27.4%    | 34.1% | 30.6%       | 33.0%       |
| 19       | 15 de enero de 2011     | 29.1%    | 35.0% | 33.0%       | 35.3%       |
| 20       | 16 de enero de 2011     | 31.4%    | 38.6% | 35.2%       | 37.9%       |
| Promedio | Promedio                | 24.4%    | 26.8% | 24.3%       | 26.9%       |

## Banda sonora
La banda sonora de la serie fue presentada en una edición especial de dos discos, comenzó a venderse desde el 21 de enero de 2011 e incluyó canciones interpretadas por actores principales Hyun Bin y Yoon Sang Hyun, entre otras de Baek Ji Young, algunos miembros de la banda 4MEN y otros. Logró vender más 30 000 copias, correspondientes a ₩ 200 millones. Debido al éxito, también se organizó un concierto en el domo del Children's Grand Park de Seúl, donde se interpretaron los temas de la banda sonora el 1 de enero de ese año, finalizando un momento antes de estrenarse por televisión el episodio 15.
Por otro lado, varias canciones alcanzaron altas posiciones en diferentes listas de popularidad surcoreanas, como The Woman (그여자), que debido al éxito, fue interpretada por Baek Ji Young en Seoul International Drama Awards de 2011, además en marzo de 2012, NHK para promocionar el estreno de la serie en el canal premium NHK BS, Yoon Sang Hyun (Oska) interpretó sus canciones que fueron parte de la banda sonora en el NHK Wide News (Itoroken).
Disco 1
| Track listing |                                           |                      |          |  |
| N.º           | Título                                    | Artista              | Duración |  |
| 1.            | «그여자» (The Woman)                      | Baek Ji Young        | 4:32     |  |
| 2.            | «너는 나의 봄이다» (You Are My Spring)    | Sung Shi Kyung       | 4:29     |  |
| 3.            | «이유» (The Reason)                       | Shin Yong Jae (4MEN) | 4:02     |  |
| 4.            | «Here I am»                               | Mi (4MEN)            | 3:55     |  |
| 5.            | «나타나» (Appearance)                     | Kim Bum Soo          | 4:04     |  |
| 6.            | «한 여자» (A Woman)                       | BeBe Mignon          | 4:20     |  |
| 7.            | «못해» (I Can't)                          | Mi (4MEN)            | 4:25     |  |
| 8.            | «상처만» (Scars)                          | Kim Dong Wook (Bois) | 4:10     |  |
| 9.            | «나타나 - Versión en balada» (Appearance) | Yoari Band           | 4:18     |  |
| 10.           | «You Are My Everything» (Chung Ha Yoon)   | Chung Ha Yoon        | 3:34     |  |
| 11.           | «Here I Am» (Versión en piano)            | Mi (4MEN)            | 3:55     |  |
| 12.           | «그남자» (The Man)                        | Baek Ji Young        | 4:32     |  |

Disco 2
| Track listing |                                  |                           |          |  |
| N.º           | Título                           | Artista                   | Duración |  |
| 1.            | «그남자» (The Man)               | Hyun Bin                  | 4:31     |  |
| 2.            | «눈물자리» (Tear Stains)         | Yoon Sang Hyun            | 4:16     |  |
| 3.            | «Liar»                           | Yoon Sang Hyun            | 3:22     |  |
| 4.            | «동화» (Fairy Tale)              | Yiruma                    | 3:14     |  |
| 5.            | «바라본다» (Watching)            | Yoon Sang Hyun            | 4:30     |  |
| 6.            | «Here I Am» (Versión de drama)   | Yoon Sang Hyun            | 3:14     |  |
| 7.            | «Main Title» (Instrumental)      | Choi Sung Wook, Kim Ji So | 1:45     |  |
| 8.            | «Lovely Oscar» (Instrumental)    | Kim Ji Soo                | 1:24     |  |
| 9.            | «Guardian Angel» (Instrumental)  | Kim Ji Soo                | 2:08     |  |
| 10.           | «Mystery Garden» (Instrumental)  | Kim Ji Soo                | 2:22     |  |
| 11.           | «Love Potion» (Instrumental)     | Choi Sung Kwon            | 1:12     |  |
| 12.           | «My Darling Lime» (Instrumental) | Kim Ji Soo                | 1:30     |  |
| 13.           | «Confusión» (Instrumental)       | Kim Ji Soo                | 1:26     |  |
| 14.           | «My Daddy» (Instrumental)        | Kim Ji Soo                | 1:52     |  |
| 15.           | «Virgin Love» (Instrumental)     | Kim Ji Soo                | 1:20     |  |
| 16.           | «Secret Garden» (Instrumental)   | Kim Ji Soo                | 2:44     |  |

## Premios y nominaciones
| Año  | Premio                               | Categoría                                          | Nominado                                           | Resultado |
| ---- | ------------------------------------ | -------------------------------------------------- | -------------------------------------------------- | --------- |
| 2010 | SBS Drama Awards                     | Premio a la excelencia, actor en un Drama Special  | Hyun Bin                                           | Ganador   |
| 2010 | SBS Drama Awards                     | Premio a la excelencia, actriz en un Drama Special | Ha Ji Won                                          | Ganador   |
| 2010 | SBS Drama Awards                     | Mejor actriz secundaria en un Drama Special        | Kim Sa Rang                                        | Nominado  |
| 2010 | SBS Drama Awards                     | Premio a la popularidad Netizen - Drama            | Secret Garden                                      | Ganador   |
| 2010 | SBS Drama Awards                     | Premio a la popularidad Netizen - Actor            | Hyun Bin                                           | Ganador   |
| 2010 | SBS Drama Awards                     | Premio a la popularidad Netizen - Actriz           | Ha Ji Won                                          | Ganador   |
| 2010 | SBS Drama Awards                     | Estrellas Top 10                                   | Hyun Bin                                           | Ganador   |
| 2010 | SBS Drama Awards                     | Estrellas Top 10                                   | Ha Ji Won                                          | Ganador   |
| 2010 | SBS Drama Awards                     | Mejor pareja                                       | Hyun Bin y Ha Ji Won                               | Ganador   |
| 2011 | 47th Baeksang Arts Awards            | Gran premio (Daesang) para TV                      | Hyun Bin                                           | Ganador   |
| 2011 | 47th Baeksang Arts Awards            | Mejor serie de televisión                          | Jardín secreto                                     | Ganador   |
| 2011 | 47th Baeksang Arts Awards            | Mejor actor (TV)                                   | Hyun Bin                                           | Nominado  |
| 2011 | 47th Baeksang Arts Awards            | Mejor actriz (TV)                                  | Ha Ji Won                                          | Nominado  |
| 2011 | 47th Baeksang Arts Awards            | Mejor actor nuevo (TV)                             | Kim Sung Oh                                        | Nominado  |
| 2011 | 47th Baeksang Arts Awards            | Mejor nueva actriz (TV)                            | Yoo In Na                                          | Ganador   |
| 2011 | 47th Baeksang Arts Awards            | Mejor director (TV)                                | Shin Woo Chul                                      | Nominado  |
| 2011 | 47th Baeksang Arts Awards            | Mejor guion (TV)                                   | Kim Eun Sook                                       | Ganador   |
| 2011 | 6th Seoul International Drama Awards | Actor coreano excepcional                          | Hyun Bin                                           | Nominado  |
| 2011 | 6th Seoul International Drama Awards | Actriz coreana excepcional                         | Ha Ji Won                                          | Nominado  |
| 2011 | 6th Seoul International Drama Awards | Director coreano excepcional                       | Shin Woo Chul                                      | Ganador   |
| 2011 | 6th Seoul International Drama Awards | Escritor coreano excepcional                       | Kim Eun Sook                                       | Ganador   |
| 2011 | 6th Seoul International Drama Awards | Banda sonora coreana excepcional                   | «That Woman» Baek Ji Young                         | Ganador   |
| 2011 | 4th Korea Drama Awards               | Gran Premio (Daesang)                              | Secret Garden                                      | Ganador   |
| 2011 | 4th Korea Drama Awards               | Mejor actriz                                       | Ha Ji Won                                          | Nominado  |
| 2011 | 4th Korea Drama Awards               | Mejor actor secundario                             | Kim Sung Oh                                        | Nominado  |
| 2011 | 4th Korea Drama Awards               | Mejor actriz secundaria                            | Park Joon Geum                                     | Nominado  |
| 2011 | 4th Korea Drama Awards               | Mejor actriz secundaria                            | Yoo In Na                                          | Nominado  |
| 2011 | 4th Korea Drama Awards               | Mejor director                                     | Shin Woo Chul                                      | Nominado  |
| 2011 | 4th Korea Drama Awards               | Mejor escritor                                     | Kim Eun Sook                                       | Ganador   |
| 2011 | Mnet Asian Music Awards              | Mejor banda sonora                                 | «That Woman» Baek Ji Young                         | Ganador   |
| 2011 | 24th Grimae Awards                   | Gran Premio (Daesang)                              | Heo Dae Sun, Lee Seung Chun (directores de cámara) | Ganador   |
| 2011 | 24th Grimae Awards                   | Mejor actriz                                       | Ha Ji Won                                          | Ganador   |
| 2011 | 24th Grimae Awards                   | Mejor director de iluminación                      | Park Man Chang                                     | Ganador   |
| 2011 | Korea Content Awards                 | Premio del Primer ministro en ámbito de emisiones  | Kim Eun Sook                                       | Ganador   |

## Emisión internacional
- Argentina: Magazine (11 de julio de2015).[18]
- Bolivia: Red UNO (2013).[19]
- Chile: Mega (2012) y ETC (2012).[20]
- Costa Rica: Canal 13 (2016) y Teletica (2025).
- China: Anhui Television (2016).
- Colombia: Canal RCN (2013).[21]
- Cuba: Canal Habana (2014).
- Ecuador: Teleamazonas(2019)
- Estados Unidos: Telemundo Internacional, MundoFOX y Pasiones TV.[22]
- Filipinas: GMA Network (2011, 2015) y GMA News TV (2016).
- Francia: Gong.
- Guatemala: Guatevisión (2014).
- Hong Kong: Now 101 (2011), Now Hong Kong (2011), STAR Xing Kong (2011), TVB J2 (2011), TVB Jade (2013-2014).
- India: Puthuyugam TV (2015).
- Indonesia: Indosiar (2011).
- Japón: KNTV (2011), NHK BS (2014) y NHK G (2013).
- Malasia: Astro Shuang Xing, 8TV y One TV Asia.
- Panamá: SERTV Canal 11
- Perú: Panamericana (2013) y Willax Televisión (2019, 2020).
- Puerto Rico: MundoFox.
- Singapur: Channel U (2012) y One TV Asia.
- Sri Lanka: TV One (2016).
- Tailandia: Channel 7 (2012).
- Taiwán: STAR Chinese Channel (2011), Channel V (2012), Fox Taiwan (2013) y GTV (2016).
- Vietnam: HTV2 (2012).

## Adaptaciones
| Año  | País      | Cadena | Nombre                         |
| ---- | --------- | ------ | ------------------------------ |
| 2019 | Tailandia | True4U | "Secret Garden" (สวนแห่งความลับ) |